# Hugo Masaki
Hugo Masaki Muadi-Dado (30 mei 2004) is een Belgisch voetballer die onder contract ligt bij Lierse SK.

## Clubcarrière
Masaki genoot een deel van zijn jeugdopleiding bij RSC Anderlecht. Na een korte passage bij Union Sint-Gillis tekende hij in 2023 bij Lierse SK, waar hij in zijn eerste seizoen bij de beloften speelde. In juni 2024 maakte Lierse bekend dat Masaki de overstap zou maken naar de A-kern en dat dit gepaard ging met een contract voor een seizoen met optie op een extra seizoen.
Op 8 september 2024 maakte Masaki zijn officiële debuut voor het eerste elftal van Lierse: in de bekerwedstrijd tegen KFC Houtvenne (3-2-winst) liet trainer Christophe Grégoire hem in de 59e minuut invallen voor Ousmane Sow. Zes dagen later mocht hij tegen RWDM zijn debuut maken in Eerste klasse B, eveneens als invaller. Op 27 oktober 2024 kreeg hij in de competitiewedstrijd tegen RAAL La Louvière (1-2-verlies) zijn eerste basisplaats bij Lierse.

## Clubstatistieken
| Seizoen         | Club            | Land            | Competitie      | Competitie | Competitie | Beker | Beker | Supercup | Supercup | Europees | Europees | Totaal | Totaal |
| Seizoen         | Club            | Land            | Competitie      | Wed.       | Dlp.       | Wed.  | Dlp.  | Wed.     | Dlp.     | Wed.     | Dlp.     | Wed.   | Dlp.   |
| --------------- | --------------- | --------------- | --------------- | ---------- | ---------- | ----- | ----- | -------- | -------- | -------- | -------- | ------ | ------ |
| 2024/25         | Lierse SK       | Vlag van België | Eerste klasse B | 7          | 0          | 2     | 0     | —        | —        | —        | —        | 9      | 0      |
| Carrière totaal | Carrière totaal | Carrière totaal | Carrière totaal | 7          | 0          | 2     | 0     | 0        | 0        | 0        | 0        | 9      | 0      |

Bijgewerkt op 11 december 2024.
1 Teunckens ·
2 De Schrijver ·
3 Marijnissen ·
5 Laes ·
6 Swinnen ·
8 Van Acker ·
9 S. Limbombe ·
10 De Schryver ·
11 Liongola ·
12 De Smet ·
13 Teunen ·
14 Maes ·
16 Maesen ·
19 Kieboom ·
20 Vanderhallen ·
23 Boone ·
36 Leyssens ·
42 Sampers ·
64 Vanuffelen ·
70 El Touile ·
77 Masaki ·
Naessens ·
Hendrickx ·
Coach: Van Imschoot
· Assistent-coach: Van Kerckhoven